# Niederdorf (Gemeinde Gurk)
Niederdorf ist eine Ortschaft in der Gemeinde Gurk im Bezirk Sankt Veit an der Glan in Kärnten (Österreich). Die Ortschaft hat 9 Einwohner (Stand 1. Jänner 2024).

## Lage
Die Ortschaft liegt am Südrand der Gemeinde Gurk auf dem Gebiet der Katastralgemeinde Gruska in den Wimitzer Bergen, gut 4 Straßenkilometer südwestlich des Pfarrorts Pisweg sonnseitig etwa 200 Höhenmeter über dem Tal der Wimitz auf einer Seehöhe von etwa 870 m.
Rund einen halben Kilometer westlich der Rotte (Hausnummern 1, 2, 4 und 5) gehören noch zwei weitere Höfe (Nr. 6 vulgo Krottenhofer, Nr. 7) zur Ortschaft.

## Geschichte
Der Ort wurde 998 als Podinawitz (slowenisch für Unterdorf) genannt. 
Auf dem Gebiet der Steuergemeinde Gruska gelegen, gehörte Niederdorf in der ersten Hälfte des 19. Jahrhunderts zum Steuerbezirk Kraig und Nußberg. Bei Gründung der Ortsgemeinden im Zuge der Verwaltungsreformen Mitte des 19. Jahrhunderts kam Niederdorf an die Gemeinde Pisweg. Seit der Gemeindestrukturreform 1972 gehört der Ort zur Gemeinde Gurk.

## Bevölkerungsentwicklung
Für die Ortschaft ermittelte man folgende Einwohnerzahlen:
- 1869: 9 Häuser, 54 Einwohner[2]
- 1880: 6 Häuser, 61 Einwohner[3]
- 1890: 8 Häuser, 50 Einwohner[4]
- 1900: 7 Häuser, 45 Einwohner[5]
- 1910: 7 Häuser, 54 Einwohner[6]
- 1923: 7 Häuser, 41 Einwohner[7]
- 1934: 40 Einwohner[8]
- 1961: 6 Häuser, 30 Einwohner[9]
- 2001: 5 Gebäude (davon 4 mit Hauptwohnsitz) mit 4 Wohnungen; 19 Einwohner und 1 Nebenwohnsitzfall; 4 Haushalte; 0 Arbeitsstätten, 2 land- und forstwirtschaftliche Betriebe[10]
- 2011: 6 Gebäude, 15 Einwohner, 4 Haushalte, 0 Arbeitsstätten[11]
- 2021: 6 Gebäude, 10 Einwohner, 4 Haushalte, 1 Arbeitsstätte[12]